# منتدى الأمم المتحدة للألفية
عقد منتدى الأمم المتحدة للألفية في الفترة من 22 إلى 26 أيار / مايو 2000 في مقر الأمم المتحدة بنيويورك.
اعتمد منتدى الألفية، الذي ألقى فيه الأمين العام الكلمة الرئيسية، في 26 أيار / مايو 2000 إعلان وخطة عمل منتدى الألفية. صدرت النتيجة النهائية للمنتدى كوثيقة رسمية من وثائق الجمعية العامة (A / 54/959). علاوة على ذلك، قررت الجمعية العامة أنه يجوز إدراج ممثل منتدى الألفية في قائمة المتكلمين في الجلسات العامة لمؤتمر قمة الألفية للأمم المتحدة (القرار 54/281).